# Faselstall (Darmstadt-Eberstadt)
Der Faselstall in der Schloßstraße 9 ist ein Bauwerk in Darmstadt-Eberstadt.

## Geschichte und Beschreibung
Der Farrenstall wurde im Jahre 1840 erbaut.
Dieser Faselochsenstall mit Sprungplatz wurde auf der ehemaligen Reitbahn – dem heutigen Schloßplatz – errichtet.
Ursprünglich wurde der Platz von den Dragonern, die hier lagen, für die Pferde und zum Exerzieren genutzt.
Die „Garde de dragons“ hatte keine Kaserne.
Die Soldaten waren hier in der Nachbarschaft untergebracht.
Das schlichte Gebäude wurde später um das Doppelte erweitert.
Danach beherbergte es lange Zeit einen Schmiedebetrieb.

## Denkmalschutz
Der Faselstall ist aus architektonischen und stadtgeschichtlichen Gründen ein Kulturdenkmal.